# Zdeněk Troška

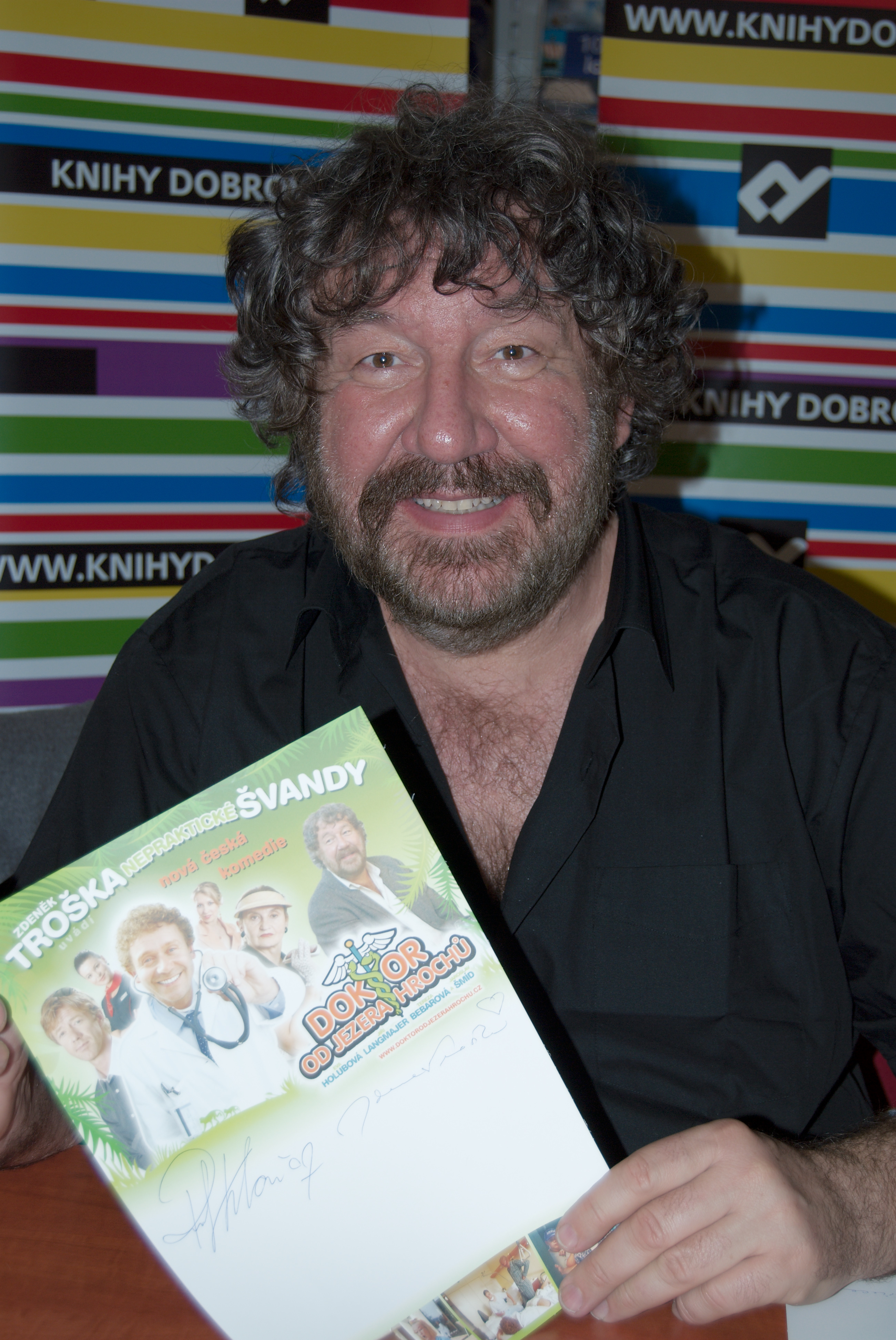
Zdeněk Troška (2010)

Zdeněk Troška (* 18. Mai 1953 in Strakonice, Tschechoslowakei) ist ein tschechischer Filmregisseur und Drehbuchautor.

## Biografie
Zdeněk Troška wuchs in Hoštice auf und studierte sowohl an der Film- und Fernsehfakultät der Akademie der Musischen Künste als auch am Lycée Carnot im französischen Lyon Regie. Er schloss 1978 sein Studium ab und debütierte an der Seite von den Regisseuren Vladimír Drha und Jan Ekl mit dem Episodenfilm Jak rodí chlap als Filmregisseur für einen Langspielfilm. Seine ersten beiden Filme als alleiniger Regisseur drehte er 1983 und 1984 mit Der Schuh namens Melichar und Der Schatz des Grafen Chamaré. Mit seiner Filmtrilogie Slunce, seno… machte er seinen Heimatort Hoštice landesweit bekannt.
Zdeněk Troška lebt offen homosexuell.

## Filmografie (Auswahl)
- 1980: Jak rodí chlap
- 1983: Der Schuh namens Melichar (Bota jménem Melichar)
- 1984: Der Schatz des Grafen Chamaré (Poklad hraběte Chamaré)
- 1987: Die Prinzessin und der fliegende Schuster (O princezně Jasněnce a létajícím ševci)
- 1994: Die Mühlenprinzessin (Princezna ze mlejna)
- 1999: Teuflisches Glück Teil 1 (Z pekla štěstí)
- 2001: Teuflisches Glück Teil 2 (Z pekla štěstí 2)
- 2008: Das bezauberndste Rätsel (Nejkrásnější hádanka)